# Kamionka (Góry Sanocko-Turczańskie)
Kamionka (631 m n.p.m.) – szczyt w Górach Sanocko-Turczańskich. Leży we wschodniej części wyrównanego głównego grzbietu Gór Słonnych. Północny, opadający w dolinę Borsukowca i wsi Paszowa stok jest zalesiony, zaś na południowym, odkrytym zboczu, obniżającym się ku dolinie potoku Dyrbek, znajduje się lotnisko szybowcowe w Bezmiechowej. Nieco dalej na wschód jest położony leśny rezerwat przyrody Dyrbek.

## Szlak turystyczny
żółty szlak spacerowy Lesko – Jankowce – Bezmiechowa Górna – Kamionka – Słonny (668 m n.p.m.)